# Saison 5 de How I Met Your Mother
Chronologie
Saison 4 Saison 6
Cet article présente les épisodes de la cinquième saison de la série télévisée How I Met Your Mother. La saison contient 24 épisodes, diffusés pour la première fois aux États-Unis entre septembre 2009 et mai 2010.

## Distribution

### Acteurs principaux
- Josh Radnor (VF : Xavier Béja) : Ted Mosby
- Jason Segel (VF : Didier Cherbuy) : Marshall Eriksen
- Alyson Hannigan (VF : Virginie Ledieu) : Lily Aldrin
- Neil Patrick Harris (VF : François Pacôme) : Barney Stinson
- Cobie Smulders (VF : Valérie Nosrée) : Robin Scherbatsky
- Bob Saget (VF : Jean-Claude Montalban) : Ted Mosby âgé, narrateur (non crédité)
- Lyndsy Fonseca : fille de Ted
- David Henrie : fils de Ted

### Acteurs récurrents
- Benjamin Koldyke (VF : Jean-Pierre Malignon) : Don Frank

### Acteurs secondaires dans la saison
- Alan Thicke (VF : Thierry Redler) : Lui-même
- Chris Elliott (VF : Michel Dodane) : Mickey Aldrin
- Bob Odenkirk (VF : Vincent Ropion) : Arthur Hobbs

## Résumé de la saison
Ted est donc devenu professeur d'architecture, et après une période d'adaptation, il commence à se plaire dans son nouveau travail. Il se rapproche aussi du moment où il va rencontrer sa future femme, bien entendu sans savoir qui elle est. Il achète aussi sur un coup de tête une grande maison délabrée, dont on sait que Ted la refera à neuf et s'y installera avec sa famille.
La relation de Robin et Barney, tourne court rapidement. Barney reprend quasiment immédiatement son train de vie d'avant, enchaînant les conquêtes d'un soir, ce qui froisse Robin. Elle s'apprête à faire une croix sur les hommes quand elle rencontre Don, un collègue présentateur télé qu'elle commence à fréquenter sérieusement. Mais elle choisit alors de s'éloigner quelque temps du groupe, qui compte tout de même deux de ses ex-petits amis. Grâce à son travail, elle obtient une offre d'emploi à Chicago. Préférant donner une chance à son couple avec Don, elle refuse l'offre, que Don accepte peu après.
Marshall et Lily sont toujours heureux en couple, mais avec le temps, le désir d'un enfant commence à naître. En rencontrant le sosie de Ted, qui vient compléter la liste des sosies (Robin la lesbienne, Marshall le moustachu, Lily la strip-teaseuse et donc Ted le catcheur mexicain), ils font un pacte : le jour où ils rencontreront le sosie de Barney, la liste des sosies sera complète et ils feront un enfant. La saison se finit quand Lily croit voir le sosie de Barney, et la décision pour le couple marié de faire un enfant.

## Épisodes

### Épisode 1:La discussion ça craint
- États-Unis : 21 septembre 2009
- France : 18 décembre 2010 sur TF6

- États-Unis : 9,22 millions de téléspectateurs (première diffusion)

- Joe Manganiello (Brad)
- Kimberly Matula (1re fille)
- Laura Ornelas (2e fille)
- Brett Ryback (1er garçon)
- Abhi Sinha (2e garçon)
- Dale E. Turner (Professeur Calzonetti)
- Mark Casimir Dyniewicz (Fan de hockey)
- Wilson Stiner (Étudiant attentif)
- Reed Windle (Étudiant)

### Épisode 2:Un jour sans fin
- États-Unis : 28 septembre 2009
- France: 18 décembre 2010 sur TF6

- États-Unis : 8,73 millions de téléspectateurs (première diffusion)

- Lindsay Sloane : (Jen)
- Rizwan Manji : (Dr. Vikash)
- Alyssa Julya Smith : (April)
- Clyde Tull : (M. Giles)
- Beth Behrs : (Sexy livreuse) (non créditée)

### Épisode 3:Le cours sur Robin
- États-Unis : 5 octobre 2009
- France: 18 décembre 2010 sur TF6

- États-Unis : 8,23 millions de téléspectateurs (première diffusion)

- Olga Fonda : (Candy)
- Kazu Nagahama : (Shin-ya)
- Heather Nichols : (Mandy)
- Sophie Simpson : (Collégienne)
- Christine Tonnu : (Sandy)

### Épisode 4:Le tavernier asexué
- États-Unis : 12 octobre 2009
- France: 18 décembre 2010 sur TF6

- États-Unis : 8,61 millions de téléspectateurs (première diffusion)

- Julianna Guill : (Maiden)
- Sarah Edwards : (Suzy)
- Trey Ellett : (Paul)
- Nikea Gamby-Turner : (Hôtesse)
- Maura McCarthy : (Shay)
- Kristen Sullivan : (Geri)
- K.T. Tatara : (Py)
- Phillip Wilburn : (Joe)
- Molly McColgan : (Kate Purdy)
- William Ngo : (Serveur)

### Épisode 5:Double citoyenneté
- États-Unis : 19 octobre 2009
- France: 18 décembre 2010 sur TF6

- États-Unis : 8,76 millions de téléspectateurs (première diffusion)

- Kenny Rogers : (Narrateur du livre de Kindly)
- Pamela Dunlap : (Mme Cruickshank)
- Brad Grunberg : (Bruno)
- Corinne Dekker : (Bailey)

### Épisode 6:La cornemuse
- États-Unis : 2 novembre 2009
- France: 18 décembre 2010 sur TF6

- États-Unis : 9,05 millions de téléspectateurs (première diffusion)

- Sam Stefanski (Phil)

### Épisode 7:Le plan machiavélique
- États-Unis : 9 novembre 2009

- États-Unis : 8,96 millions de téléspectateurs (première diffusion)

- Alan Thicke (Lui-même)
- April Bowlby (Meg)
- Matt L. Jones (Livreur de pizza)
- Whit Herford (Le robot)
- Cate Beehan (La petite amie de Ted)
- Vanessa Ross (La patronne du MacLaren)

### Épisode 8:Le livre des rôles
- États-Unis : 16 novembre 2009

- États-Unis : 8,44 millions de téléspectateurs (première diffusion)

- Benjamin Koldyke : (Don Frank)
- Raquel Alessi : (Roberta)
- Eva Amurri : (Shelly)
- Sarah Wright : (Claire)
- Jannel-Marie Diaz : (Chris)
- Kim Knight : (Tricia)
- Katie Malia : (Christy)
- Jaime Taite : (Christina)
- Nicole Foster Tomlinson : (Fille)
- Emmie Kivell : (La victime de Ted)

### Épisode 9:Le jour de la claque
- États-Unis : 23 novembre 2009

- États-Unis : 8,79 millions de téléspectateurs (première diffusion)

- Chris Elliott : Le père de Lily

### Épisode 10:La fenêtre
- États-Unis : 7 décembre 2009

- États-Unis : 9,15 millions de téléspectateurs (première diffusion)

- Alec Medlock : (Le serveur)
- Matthew Moy : (Louis, un étudiant de l'auditoire)
- Barbara Perry : (Mme Douglas)
- Michael Spellman : (Adam)
- Bryan Callen : (Bilson)
- Marcus Lindsey : (L'homme sexy)
- Mario Tadinac : (Lui-même)
- Joanna García : (Maggie Wilks)
- Jamie Kaler : (Jim)
- Charlene Amoia : (Wendy)
- George Finn : (Jamie Adamic)
- Marieve Herington : (Betty)
- Jay Lay : (Le type le plus sympa du monde)

### Épisode 11:La dernière cigarette
- États-Unis : 14 décembre 2009

- États-Unis : 10,22 M de téléspectateurs
- France : Inconnue

- Benjamin Koldyke : Don Frank ;
- Bob Odenkirk : Arthur Hobbs ;
- Harvey Fierstein : Lily quand elle fume ;
- Ron Nicolosi : Mike ;
- Trent Peltz : Ricky ;
- Tyler Peterson : Marshall à 13 ans ;
- Josh Abraham Webber : Le serveur

### Épisode 12:Mort tragique d'un costume
- États-Unis : 11 janvier 2010

- États-Unis : 9,82 M de téléspectateurs
- France : Inconnue

- Rachel Bilson : Cindy ;
- Stacy Keibler : Karina ;
- Tim Gunn : Lui-même ;
- Joe Nieves : Carl ;
- Ryan Bailey : Herb ;
- James Pumphrey

- Selon ses dires, Rachel Bilson n'apparaîtrait que dans cet épisode et ne serait donc pas la "mère". On apprend dans l'épisode que la "mère" est en fait la colocataire de Cindy. Elle réapparait cependant dans un épisode de la saison 6. On découvre le talon de la "mère".
- Cet épisode est le 100e de la série, exceptionnellement, il y figure une partie chantée par Barney.

### Épisode 13:Gros caramel mou
- États-Unis : 18 janvier 2010

- États-Unis : 10,52 M de téléspectateurs
- France : Inconnue

- Amanda Peet : Jenkins ;
- Andrew Caldwell : Scotty ;
- Taran Killam : Blauman ;
- Timothy Brennen : Le romancier ;
- Lucky Davis : Le petit garçon ;
- Edward Flores : Jenkis homme ;
- Marieve Herington : Betty

### Épisode 14:Une semaine d'enfer
- États-Unis : 1er février 2010

- États-Unis : 9,37 M de téléspectateurs
- France : Inconnue

- Jim Nantz : Lui-même ;
- Nick Swisher : Lui-même ;
- Larry Poindexter : Joe Donovan ;
- Charlene Amoia : Wendy ;
- Jessica Borden : Joanna ;
- Hong Chau : Cook Pu ;
- Brooke Newton : Christy ;
- Ryand Dobson : Danny

### Épisode 15:Lapin ou Canard
- États-Unis : 8 février 2010

- États-Unis : 10,11 M de téléspectateurs
- France : Inconnue

- Benjamin Koldyke : Don Frank ;
- Bar Paly : Natalia ;
- Jim Nantz : Lui-même ;
- Phil Simms : Lui-même ;
- Arnold Chun : Le serveur ;
- Lauren Shiohama : Marissa ;
- Melissa Rivera

### Épisode 16:Tenus par le crochet
- États-Unis : 1er mars 2010

- États-Unis : 10,48 M de téléspectateurs
- France : Inconnue

- Carrie Underwood : Tiffany ;
- David Burtka : Scooter ;
- Catherine Reitman : Henrietta ;
- Valorie Hubbard : Gladys Reynolds ;
- Jeff Leaf : Jack ;
- Brooke Mackenzie : Lisa Walker ;
- Garrett Nichols : Papa ;
- Ron Nicolosi : Mike ;
- Tiara Parker : Diana ;
- Roz Witt : Maman ;
- Sara Holden : La fille du trampoline ;
- David Pryor : Le patron du bar

### Épisode 17:L'art de la séduction
- États-Unis : 8 mars 2010

- États-Unis : 10,32 M de téléspectateurs
- France : Inconnue

- Jennifer Lopez : Anita ;
- Benjamin Klodyke : Don Frank ;
- Ron Nicolosi : Mike ;
- Roni Meron : La fille au bar

### Épisode 18:Photos en rafale
- États-Unis : 22 mars 2010

- États-Unis : 8,47 M de téléspectateurs
- France : Inconnue

- Slash : lui-même ;
- Laura Prepon : Karen ;
- Anne Dudek : Natalie ;
- Brooke Nevin : Amanda ;
- Gina Comparetto : Cerise ;
- Asia De Marcos : La japonaise ;
- Blake Hogue : Le voisin ;
- Tanisha Lynn : Esme ;
- Gaku Space : Le rancard de Robin ;
- Jessica Vilchis : Rosalie ;
- Jules Hartley : Isabelle

### Épisode 19:L'agression sauvage
- États-Unis : 12 avril 2010

- États-Unis : 6,88 M de téléspectateurs
- France : Inconnue

- Collette Wolfe : Sarah ;
- Celeste Thorson : Lisa ;
- Jon Dore : Mugger et le gardien de zoo ;
- Ron Nicolosi : Mike ;
- Matt L. Jones : Arthur ;
- E.E. Bell : Walter ;
- Collin Christopher : Simon

### Épisode 20:La maison du bonheur
- États-Unis : 19 avril 2010

- États-Unis : 7,66 M de téléspectateurs
- France : Inconnue

- Christine Rose : Virginia Mosby ;
- Harry Groener : Clint ;
- Gary Anthony Williams : L'inspecteur ;
- Suzie Plakson : Judy Eriksen ;
- Cinda Adams : Une invitée ;
- Thomas Crawford : Un invité ;
- Kathleen M. Darcy : Une invitée ;
- Jim Grollman : Oncle Larry ;
- Marianne Muellerleile : Meredith ;
- Linda Porter : Muriel ;
- Koby Rouviere : Marshall à 10 ans ;
- Jacob Hopkins : Billy

### Épisode 21:Lits séparés
- États-Unis : 3 mai 2010

- États-Unis : 7,4 M de téléspectateurs
- France : Inconnue

- Benjamin Koldyke : Don Frank ;
- Joe Nieves : Carl

### Épisode 22:Robots contre catcheurs
- États-Unis : 10 mai 2010

- États-Unis : 8,16 M de téléspectateurs
- France : Inconnue

- Michael York : Jefferson Van Smoot ;
- Peter Bogdanovich : Lui-même ;
- Arianna Huffington : Elle-même ;
- Will Shortz : Lui-même ;
- Darby Stanchfield : Marissa ;
- Michele Boyd : Jolene ;
- Ed Brigadier : Serveur ;
- Brea Cola : Hannah ;
- Rebecca Klingler : Marla ;
- Olivia Presley : Paty Goer

### Épisode 23:La belle mariée
- États-Unis : 17 mai 2010

- États-Unis : 7,69 M de téléspectateurs
- France : Inconnue

- Malin Akerman : Stella du film ;
- Jason Lewis : Tony du film ;
- Chris Kattan Jed Moseley ;
- Judy Greer : Royce ;
- Arshad Aslam : Brian ;
- Jeremy Glazer : Bruce ;
- Jacob Hopkins : Billy ;
- Gloria Calderon Kellett : Rachel ;
- Miranda Lilley : Patricia ;
- Tom Virtue : Le ministre ;
- Sarah Chalke : Stella Zinman ;
- Jason Jones : Tony Grafanello ;
- Nick Salter : Groom

### Épisode 24:Le cinquième sosie
- États-Unis : 24 mai 2010

- États-Unis : 8,18 M de téléspectateurs
- France : Inconnue

- Benjamin Koldyke : Don Frank ;
- Bonnie Bailey-Reed : Flo ;
- Brianna Belladonna : Petra ;
- Brian Huskey : Sal ;
- Mina Kim : La Coréenne ;
- Bette Rae : Margaret ;
- Kevin Richard Sullivan